# Серакув
Сера́кув (пол. Sieraków, нім. Zirke) — місто в північно-західній Польщі, на річці Варта. Є центром однойменної гміни, яка входить до складу Мендзихудського повіту Великопольського воєводства.

## Географія
Розташоване у так званій «Країні 100 озер».

## Історія
Перша згадка про місто походить з 19 листопада 1251 року. До 1487 року в місті вже існував костел Всіх Святих. 1619 року завдяки сприянню дідича Серакува Пйотра Опалінського до міста прибули ченці бернардинці. 1641 року існувала школа. Кшиштоф Опалінський у 1655 році заснував тут виший навчальний заклад, сприяв переїзду до Серакува професора Краківської академії, однак невдовзі виш припинив діяльність. У XVIII ст. було, зокрема 4531 протестантів та 5191 римо-католиків.

## Пам'ятки

### Втрачені
- Костел Святого Духа (знаходився поблизу однойменного шпиталю), внаслідок руйнації був розібраний наприкінці XVIII ст.[3]

### Наявні

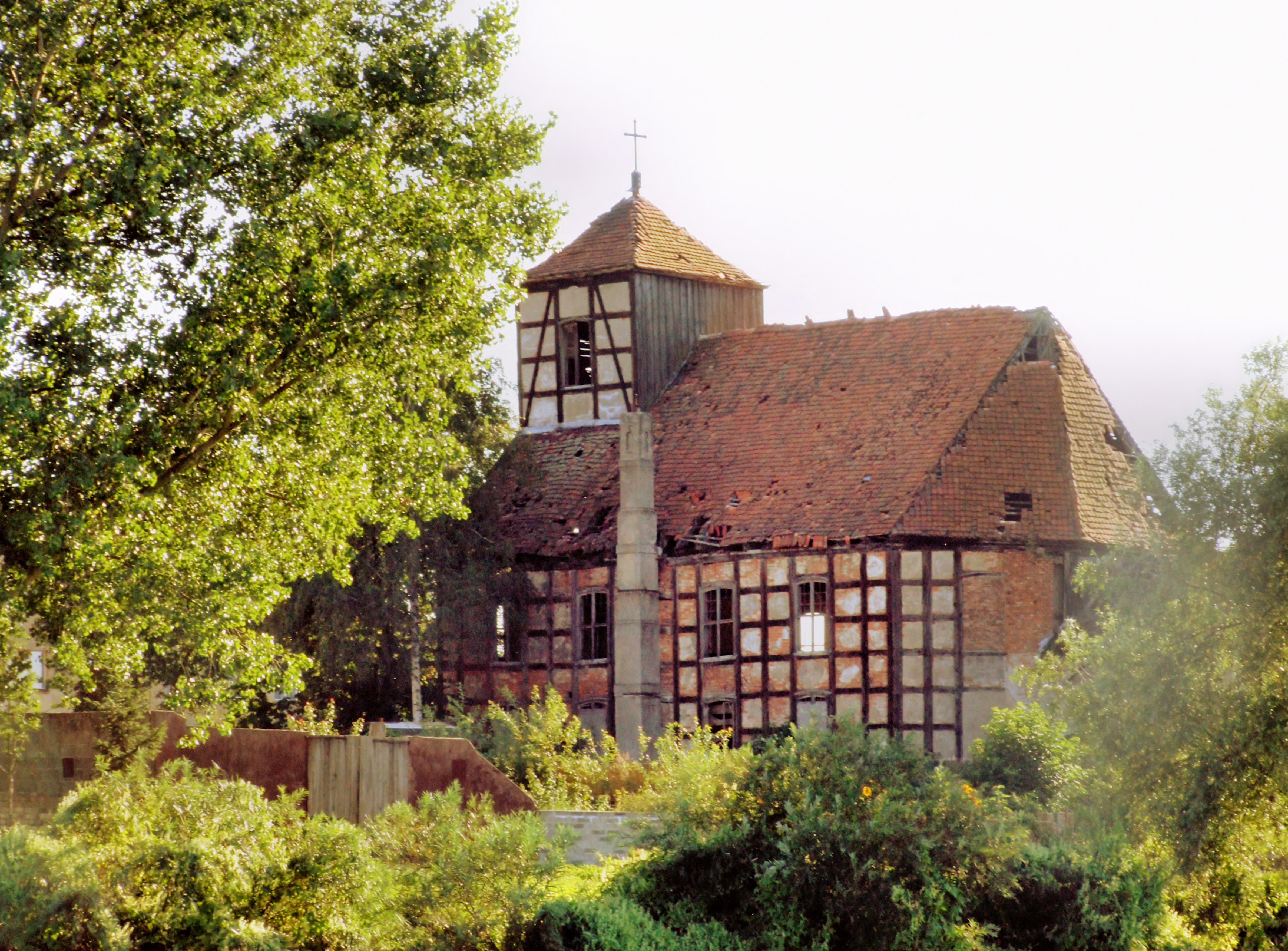
Церква євенгелістів

- Парафіяльний костел (колишній бернардинський)
- Руїни замку Опалінських (нині у відбудованій частині діє музей)[6]
- Синагога
- Колишній шпиталь Святого Духа
- Церква євангелістів (фахверкова, інтер'єр дерев'яний, частково зруйнована).

Туристичну інформацію можна почерпнути за адресами: вул. Стаднині, 3а (пол. ul. Stadnina 3A) та вул. Вронецька, 9 (пол. ul. Wroniecka 9) у Пресовому салоні «Press Coffee».

## Демографія
Демографічна структура станом на 31 березня 2011 року:
|          | Загалом | Допрацездатний вік | Працездатний вік | Постпрацездатний вік |
| -------- | ------- | ------------------ | ---------------- | -------------------- |
| Чоловіки | 3003    | 660                | 2059             | 284                  |
| Жінки    | 3130    | 605                | 1858             | 667                  |
| Разом    | 6133    | 1265               | 3917             | 951                  |

## Спорт
27—28 травня 2017 року відбудуться шості змагання з триатлону «JBL Triathlon Sieraków».

## Відомі люди

### Дідичі Серакува
- Уріель Гурка — познанський єпископ[5]
- Лукаш Рокосовський[4]
- Пйотр Опалінський — фундатор будівництва мурованого костелу в місті[5]
- Катажина Опалінська — матір королеви Франції Марії з Лещинських[4]
- Кшиштоф Опалінський — польський поет, один з очільників магнатської опозиції проти Владислава IV і Яна ІІ Казимира Ваз

### Поховані
- Пйотр Опалінський
- Кшиштоф Опалінський[8]